# Rubik (település)
Rubik kisváros Albánia északi részén, Lezha városától légvonalban 13, közúton 32 kilométerre keletre, a Lezha megyei Rubik alközség központja. A 2011-es népszámlálás alapján az alközség teljes népessége 4454 fő.

## Történelme
A Fan folyó völgyében fekvő település az ország egyik legjelentősebb római katolikus kegyhelye. A második világháború után a környéken rézbányákat nyitottak, a városban ércdúsító épült. Az 1991-es rendszerváltás után ezek az üzemek bezártak, Rubik lakóinak nagy része munkanélküli lett, az egyetlen bevételi forrást az ideérkező zarándokok elszállásolása jelenti. A 2000-es évek heves esőzéseit követően a Fan többször kilépett a medréből, és elöntötte a város egy részét.

## Nevezetességei
A városka fölé magasodó fehér sziklán áll a kis Mennybemenetel-templom (Kisha e Shëlbuemit), amely a dühödten ateista Hoxha-diktatúra templomrombolásait is átvészelte. A 12–13. században épült bizánci templomapszis freskói 1272-ben készültek. Az épület a második világháborúban megsérült, s csak az 1990-es években, külföldről érkező adományokból újították fel. Egykor a templomhoz tartozott a mára elpusztult ferences kolostor és a Szent Antal-kápolna (Shën Nou).